# История почты и почтовых марок Греции
История почты и почтовых марок Греции охватывает развитие почты и выпуски знаков почтовой оплаты на территории Греции и прилегающих островах. Эмиссии почтовых марок осуществлялись как греческой почтой, так и некоторыми другими почтовыми администрациями начиная с конца 1850-х — начала 1860-х годов и по настоящее время.

## Развитие почты

### Ранняя история
В государствах Древней Греции была налажена хорошая сухопутная и морская почтовая связь.

### Дальнейшее развитие
Во время османского господства на греческой территории почтовая связь осуществлялась османской почтовой службой.
Первая почтовая служба в её современном значении была создана в Греции в 1828 году, в момент обретения ею независимости от Османской империи. К 1861 году число почтовых отделений возросло до 97.
В 1875 году Греция вошла в число учредителей Всеобщего почтового союза (переименован во Всемирный почтовый союз (ВПС) в 1878 году). Греческая государственная почтовая служба продолжала доставлять почту, а позднее и выпускать почтовые марки, вплоть до 1970 года. Затем её сменила компания англ. Hellenic Post S. A. (сокращённо греч. ΕΛΤΑ), которая на сегодня остаётся официальным почтовым оператором Греции.

## Выпуски почтовых марок

### Классический период
К почтовым маркам этого периода относятся эмиссии 1861—1902 годов, сделанные на материковой части Греции. Первые греческие почтовые марки (известные как «Большая голова Гермеса») были выпущены в 1861 году. Стоимость первой марки Греции по каталогу «Ивер» составляет 500 евро.

#### «Большая голова Гермеса»
Первыми почтовыми выпусками Греции были марки из серии «Большая голова Гермеса» — с профилем греческого бога-вестника Гермеса в рамке, очень похожей на рамку, употребляющуюся на современных почтовых марках Франции. Этот тип применялся на греческих марках 1861—1888 годов. Основной рисунок марки выполнил французский гравёр Дезире-Альбер Барр, а первая партия марок была напечатана в Париже Эрнстом Мейером. Первая серия вышла 1 октября 1861 года. Она состояла из марок семи номиналов (1, 2, 5, 10, 20, 40 и 80 лепт). В ноябре 1861 года клише были перевезены в Афины, и последующие тиражи печатались там. Клише продолжали использоваться до середины 1880-х годов, что привело к появлению ряда разновидностей по причине износа и чистки печатных форм, а также благодаря тому, что марки печатались на нескольких видах бумаги. Большинство типов также печатались с контрольными номерами на обороте, при этом все марки были беззубцовыми. В 1876 году были выпущены дополнительные номиналы (30 и 60 лепт) в соответствии с тарифами ВПС за пересылку международных писем (30 лепта для простых писем, 60 — для заказных).

#### «Малая голова Гермеса»
В 1883 году почтовое ведомство Греции снизило тарифы за международную пересылку писем до 25 и 50 лепт (соответственно за простые и за заказные письма). Это, наряду с необходимостью введения нового номинала в 1 драхму для оплаты пересылки посылок, привело к выпуску новой серии почтовых марок. Серия «Малая голова Гермеса» впервые появилась в 1886 году. Первый тираж был отпечатан в Мехелене (Бельгия). За ним последовали многочисленные допечатки тиража в Афинах до 1900 года. В отличие от предшественников, на этих марках Гермес был изображён в профиль, но с головой меньшего размера и в более круглом шлеме. Первоначальные листы марок были без перфорации. Марки с зубцовкой, вначале 13½, а впоследствии 11½, вышли в почтовое обращение в 1891 году. Номиналы марок: 1, 2, 5, 10, 20, 25, 40, 50 лепт и 1 драхма.
В сентябре 1900 года на некоторых марках серии «Малая голова Гермеса» (синяя — номиналом в 25 лепт и фиолетовая — номиналом в 40 лепт) были сделаны надпечатки различных номиналов (20 лепт, 1 и 2 драхмы) в связи с задержкой печати нового выпуска «Летящий Меркурий».

#### Олимпийский выпуск 1896 года
Первые коммеморативные марки Греции были выпущены в 1896 году для Летних Олимпийских игр 1896 года, первых Олимпийских игр современности. Олимпийская серия состояла из марок 12 номиналов (1, 2, 5, 10, 20, 25, 40 и 60 лепт, 1, 2, 5 и 10 драхм). Было подготовлено восемь разных рисунков, выполненных профессором И. Свороносом, который обратился к известным связанным со спортом изображениям древней Греции, таким как гонки на колесницах и «Дискобол» Мирона. Дизайн марок разработал швейцарский художник Э. Гийерон, стальные штампы выполнил французский гравёр Луи-Эжен Мушон. Марки были напечатаны в Национальной типографии Франции. В нижней части каждой марки стоит имя гравёра: фр. «E. MOUCHON» («Э. Мушон»). Марки поступили в листах с зубцовкой (13½ × 14). Вначале предполагалось продавать их только во время Игр, но срок их нахождения в обращении был продлён: сначала до марта 1897 года, а затем — до полной их распродажи. Олимпийские марки 1896 года, среди которых марки номиналом в 5 и 10 драхм встречаются относительно редко, сохраняют свою популярность у коллекционеров марок спортивной и олимпийской тематики.

#### Надпечатки«Α Μ»
В 1900 и 1901 годах на многих существующих греческих марках (из выпусков «Большие головы Гермеса», «Малые головы Гермеса» и «Олимпиада 1896 года») были сделаны чёрные или красные надпечатки новых номиналов, а также букв греч. «Α Μ», соответствовавших греческим словам «Αξία Μεταλλική» («Аксия Металлики», или «стоимость в металле (золото)»). Это означало, что номиналы основывались на золотом стандарте Латинского монетного союза. Марки продавались в почтовых отделениях по цене выше номинала из-за обесценивания драхмы. Марки «Α Μ», в основном, использовались для оплаты международной пересылки посылок и почтовых переводов, хотя иногда встречаются и на конвертах простых писем. В 1902 году марки вышли из обращения и были заменены серией «Α Μ».

#### «Летящий Меркурий» и выпуски«Α Μ»
В 1901 году была выпущена новая серия стандартных марок, сменившая «малые головы Гермеса» и надпечатки 1900 года. На новых марках была изображена статуя Гермеса (Меркурия) работы Джамболонья (ок. 1564). Серию составляли марки трёх разных рисунков и следующих 14 номиналов: 1, 2, 3, 5, 10, 20, 25, 30, 40 и 50 лепт, 1, 2, 3 и 5 драхм. Марки высоких номиналов из этой серии примечательны печатью «металлическими» цветами: бронзового (2 драхмы), серебряного (3 драхмы) и золотого цвета (5 драхм). Марки печатались на бумаге двух видов (плотной и тонкой) с водяным знаком в виде букв «ET» и изображения короны. Листы с марками низких номиналов имели зубцовку 13½, а с марками высоких номиналов — 11½, хотя небольшое количество листов имело другие размеры зубцовки.
В 1902 году вышла дополнительная серия из пяти марок с изображением головы той же статуи. На этих марках номиналы были обозначены в золотой валюте и содержали надпись «Α Μ», то есть «Αξία Μεταλλική» («Аксия Металлики», или «стоимость в металле»). Они заменили провизорные надпечатки «Α Μ» 1900—1901 годов для международной пересылки посылок и почтовых переводов. Вся серия была отпечатана компанией «Перкинс Бэкон» на плотной бумаге с водяным знаком «ET» и короной и имела зубцовку 13½. Эти марки короткий период времени использовались в качестве гербовых марок в 1913 году.
Выпуски 1901—1902 годов находились в почтовом обращении до 1911 года.

### Олимпийский выпуск 1906 года
Коммеморативный выпуск к Летним Олимпийским играм 1906 года был отпечатан компанией «Перкинс Бэкон» и вышел в обращение 25 марта 1906 года. Выпуск состоял из марок 14 номиналов (1, 2, 3, 5, 10, 20, 25, 30, 40 и 50 лепт, 1, 2, 3 и 5 драхм). На протяжении Игр во временных почтовых отделениях «Заппион» («ΖΑΠΠΕΙΟΝ»), «Стадион» («ΣΤΑΔΙΟΝ») и «Акрополь» («ΑΚΡΟΠΟΛΙΣ») проводилось гашение корреспонденции специальными памятными штемпелями. Олимпийские марки 1906 года из обращения не выводились и обнаруживаются с гашением почтовыми штемпелями, датированными до 1910 года. На них также были сделаны надпечатки для использования в качестве гербовых марок.

### Гравированный выпуск 1911 года
В 1911 году была эмитирована новая серия стандартных марок на замену серии «Летящий Меркурий». Выпуск составляли марки четырёх разных рисунков, выполненных художниками И. Свороносом (который был автором Олимпийского выпуска 1896 года) и Г. Яковидесом, которые изобразили Гермеса и богиню радуги Ириду. В серию входили марки 16 номиналов (1, 2, 3, 5, 10, 20, 25, 30, 40 и 50 лепт, 1, 2, 3, 5, 10 и 25 драхм). Позднее она получила название «Гравированный выпуск». Клише для марок были выгравированы Томасом Макдональдом (Великобритания). Марки печатались фирмой Gerasimos Aspiotis Bros. в Корфу. Марочные листы были отпечатаны на бумаге без водяных знаков с зубцовкой 13½.
Марки этой серии номиналом в 3, 5 и 10 драхм были допечатаны в 1921 году в слегка изменённых размерах (20½ × 25½ мм), тогда как размеры первоначального выпуска — 20½ × 26½ мм.

### Литографский выпуск
Первая Балканская война и новые земли, которые в её результате получила Греция, привели к росту потребности в простых марках. Повышение потребности вкупе с нехваткой денежных средств в военное время побудили греческое правительство изыскивать менее затратные способы выпуска почтовых марок в больших объёмах. Было принято решение о перевыпуске имеющихся марок литографским способом. Появившаяся серия получила известность под названием «литографский выпуск». Также напечатанные фирмой Aspiotis Bros., марочные листы вышли в обращение на бумаге без водяных знаков с зубцовкой 13½. Восемнадцать номиналов этой серии вышли не сразу, а эмитировались в период с 1913 по 1923 год следующим образом: 1, 2, 3, 5 ,10, 20 и 25 лепт (1913); 15 лепт (1918); 30, 40 и 50 лепт (1914); 80 лепт (1923); 1 и 2 драхмы (1919); 3 драхмы (1920); 5, 10 и 25 драхм (1922).
Марки этой серии номиналом в 25 лепт, 40 лепт и 1 драхма были перевыпущены в 1926 году. Их отпечатали в Вене с новых клише.

### Выпуск правительства в Афинах
Во время Первой мировой войны Греция раскололась по вопросу о присоединении к Антанте или о сохранении нейтралитета. В октябре 1916 года сторонники Антанты сформировали сепаратистское временное правительство в Салониках во главе с Элефтериосом Венизелосом. Афинское правительство, чтобы помешать ему использовать находившиеся в обращении почтовые марки, распорядилось нанести на марки надпечатку букв «ET» и греческой короны. Надпечатка была сделана на марках «гравированной» и «литографской» серий. Марки с надпечаткой вышли в обращение 1 ноября 1916 года.

### Выпуск правительства в Салониках
В ответ на надпечатки «ET» Временное правительство Венизелоса распорядилось выгравировать и напечатать новую серию марок в компании «Перкинс Бэкон». В основе рисунка марок лежали марки Ирис из выпуска 1911 года. На марках было дополнительно написано «ΠΡΟΣΩΡΙΝΗ ΚΥΒΕΡΝΗΣΙΣ» («Временное правительство»). Серия была отпечатана литографским способом на пористой бумаге, с зубцовкой 14½. В серию входили марки 11 номиналов: 1, 5, 10, 25 и 50 лепт, 1, 2, 3, 5, 10 и 25 драхм. Ещё были напечатаны марки номиналом в 4 драхмы, но они использовались только в качестве гербовых.

### Революционные надпечатки
В мае 1923 года на имеющихся марках Крита и Греции, включая выпуски кампании 1913 года и Временного правительства 1917 года, была сделана надпечатка «ΕΠΑΝΑΣΤΑΣΙΣ 1922» («Революция 1922 года»). Надпечатка была нанесена в память о революции 1922 года, которая привела ко второму отречению от престола царя Константина I. Надпечатка наносилась в Национальной типографии в Афинах.

### Межвоенные выпуски
Новая серия стандартных марок увидела свет 1 апреля 1927 года. На марках 14 номиналов (5, 10, 20, 25, 40, 50 и 80 лепт, 1, 2, 3, 10, 15 и 25 драхм) были изображены различные виды и костюмы Греции, такие как Коринфский канал и Белая башня в Салониках, в связи с чем её называют «Видовой серией». Марка номиналом в 1 лептон была напечатана, но не так и не была выпущена в обращение. Клише изготовила лондонская фирма Thomas McDonald, а сами марки печатались в типографии Aspiotis Bros. Дополнить эту серию был призван ряд позднейших выпусков: республиканская серия 1933 года (50, 75 и 100 драхм), марка с изображением стадиона в Афинах 1934 года (8 драхм) и марка с изображением Мистры 1935 года (4 драхмы). В период между 1931 и 1935 годами были перевыпущены марки номиналом в 50 лепт, 1, 2, 3, 10, 15 и 25 драхм. Серия вышла из почтового обращения в 1939 году.
В конце 1930-х годов был эмитирован дополнительный стандартный выпуск. Известный как «Исторический выпуск», он выходил в три этапа. На первом этапе, 1 ноября 1937 года, появилась серия из четырёх марок с изображением царя Георга II, номиналом в 1, 3, 8 и 100 драхм. Номинал 3 драхмы отражал почтовый тариф для внутренней корреспонденции, а номинал 8 драхм — тариф для международной корреспонденции. 1 ноября 1937 года, на втором этапе была выпущена серия, посвящённая тематике эволюции греческой цивилизации. В серию входили 13 марок (номиналом в 5, 10, 20, 40, 50 и 80 лепт, 2, 5, 6, 7, 10, 15 и 25 драхм) с изображением важнейших произведений искусства и эпизодов из истории Греции, таких как Венера Милосская, Битва при Саламине и Святой Павел, проповедующий в Афинах. На третьем этапе, 8 октября 1938 года в обращение вышел выпуск в ознаменование открытия памятника царю Константину I в Афинах с изображением памятника. Выпуск составляли марки двух номиналов (1,5 и 30 драхм).
«Исторический выпуск» был выведен из обращения в 1941 году (выпуски царя Георгия и царя Константина) и 1943 году (серия о греческой цивилизации).

### Выпуски Второй мировой войны
В 1941 году Греция была оккупирована странами Оси. Во время оккупации, продолжавшейся до октября 1944 года, выпуск обычных греческих почтовых марок был продолжен. Новая стандартная серия с изображением ландшафтов Греции, включая монастыри Метеоры и реку Аспропотамос, выпускаемая на замену «Историческому выпуску» 1937 года, выходила двумя партиями по девять марок. Первая вышла в 1942 году и состояла из марок номиналом в 2, 5, 10, 15, 25, 50, 75, 100 и 200 драхм. Из-за галопирующей инфляции в период оккупации вторая партия марок, выпущенная в 1944 году, имела более высокие номиналы от 500 до 5 миллионов драхм. Серия оставалась в обращении до 11 ноября 1944 года. В этот день в рамках проводимой после окончания оккупации денежной реформы вышли три марки из «Исторического выпуска» (номиналом в 50 лепт, 2 и 5 драхм) с надпечаткой «ΔΡΑΧΜΑΙ ΝΕΑΙ» («Новые драхмы»). Новый обменный курс был зафиксирован по ставке 50 миллиардов старых драхм на 1 новую драхму. В мае 1945 года была эмитирована марка номиналом в 6 драхм из «Исторического выпуска» с такой же надпечаткой.
В 1945 году вышла новая серия из восьми стандартных марок — так называемый «выпуск Славы». Имея целью оплату пересылки простых писем, авиапочты и международных посылок, а также замену серии «ΔΡΑΧΜΑΙ ΝΕΑΙ», она включала марки номиналом в 1, 3, 5, 10, 20, 50, 100 и 200 драхм с зубцовкой 12½ × 13½. Своё название серия получила благодаря изображению картины Николаоса Гизиса «Слава Псары».

### Послевоенные стандартные выпуски
В 1946—1947 годах вышла новая серия из 18 стандартных марок типа «надпечатка цепи» (англ. chain surcharges). На почтовых марках «Исторического выпуска» 1937 года, стандартных марках 1942 года и авиапочтовых марках были сделаны красные и чёрные надпечатки с изображением замкнутой цепи и обозначением новых номиналов. С тех пор Греция эмитировала более 20 стандартных выпусков разной тематики: культура, ландшафты, мифология и королевские особы. К примеру, серия «Додеканесский союз» (23 марки вышли в период с 1947 по 1951 год), серия «План Маршалла» (шесть марок, 1951), серия «Национальная продукция» (семь марок, 1953), серия «Древнее искусство» (1954—1955, 1958—1960), серия «Древние монеты» (1959, 1963), серия «Реклама туризма» (17 марок, 1961), серия, посвящённая Павлу I (10 марок, 1964), серия «Подвиги Геракла» (11 марок, 1970), серия «Национальная одежда» (1972—1974), серия «Эпос Гомера» (15 марок, 1983), серия «Административные центры префектур» (1988, 1990, 1992, 1994), серия «Греческие танцы» (2002) и серия «Греческие острова» (2004, 2006).
До 1966 года, за исключением серии, выпущенной в 1927 году, на всех греческих марках было написано просто греч. «ΕΛΛΑΣ» («Эллада», название страны по-гречески). С 1966 по 1982 год название страны обозначалось на марках на греческом и на латыни: «ΕΛΛΑΣ—HELLAS». Начиная с 1982 года, слово «ΕΛΛΑΣ» было заменено на текст «ΕΛΛΗΝΙΚΗ ΔΗΜΟΚΡΑΤΙΑ» («Греческая Республика»). Эта надпись продолжает использоваться на марках Греции до сих пор. Кроме того, она встречается на марках серии 1927 года.

### Тематика. Памятные марки
Начиная с олимпийского выпуска 1896 года, Греция выпустила ряд тематических и коммеморативных марок. Их тематика — история Греции, искусство, мифология, флора и фауна. На почтовых марках изображались политические деятели и полководцы, спортивные события, древнегреческая и современная культура Греции, археологические находки, флора и фауна. Выпущенная 15 марта 1982 года серия «Годовщины и события» отметила первое современное использование надписи «ΕΛΛΗΝΙΚΗ ΔΗΜΟΚΡΑΤΙΑ». Ниже перечислены некоторые темы и сюжеты, представленные на коммеморативных и тематических марках Греции:
- Олимпийские игры. Начиная с 1960 года, эмитируются серии памятных марок в честь каждых Олимпийских игр. Ряд марок такого рода отметил Летние Олимпийские игры 2004 в Афинах, включая серию с изображением греческих спортсменов, завоевавших олимпийские медали.
- Древняя Греция. Среди сюжетов марок следующие: Пифагор (1955), древнегреческий театр (1959), минойское искусство (1961), греческая мифология (1972—1974), Александр Великий (1977), Аристотель (1978), Аристарх Самосский (1980), мраморы Элгина (1984), Музы (1991) и древнегреческая техника, такая как Антикитерский механизм (2006).
- Политические деятели и полководцы. Выпуском почтовых марок были отмечены король Константин I (1936), Элефтериос Венизелос (1946), король Георгий II (1947), архиепископ Макариос III Кипра (1977), Георгиос Караискакис (1982), Андреас Папандреу (1997) и Константинос Караманлис (1999).
- Войны. Ряд одиночных марок и серий посвящён войне за независимость Греции и роли Греции во Второй мировой войне. Тематика марок: Лорд Байрон (1924), падение Миссолонги (1926), генерал Шарль Фавье (1927), Наваринское сражение (1927—1928), столетие независимости Греции (1930), участие Греции во Второй мировой войне (1947), Битва за Крит (1950) и антигитлеровское сопротивление (1982).
- Культура Греции. Сюжетами марок на эту тему были: Афинский университет (1937), монастыри горы Афон (1963), художник Эль Греко (1965), Университет Салоник (1975) и актриса и политик Мелина Меркури (1995).
- Флора и фауна. На марках этой тематики были представлены: Год охраны природы (1970), дикорастущие цветы Греции (1978) и редкие птицы (1979).
- Археология. Выпускались марки, посвящённые памяти Генриха Шлимана (1976, 1990), а также археологическим находкам в Фере (1973) и Вергине (1979).
- Памятные авиапочтовые выпуски. В 1950-е годы вышли две серии коммеморативных марок авиапочты: серия из четырёх марок 1952 года в ознаменование третьей годовщины окончания гражданской войны в Греции и серия из 3 марок 1954 года к 5-летию НАТО.

Начиная с 1960 года Греция ежегодно выпускает коммеморативные марки в рамках программы выпуска марок типа «Европа». По 1973 год на марках использовался общий рисунок: с 1974 года марки выпускаются на греческие темы. К примеру, на выпуске «Европа» 1980 года были изображены Йоргос Сеферис и Мария Каллас.

## Другие виды почтовых марок

### Доплатные
Первые доплатные марки Греции были выпущены в 1875 году. Первая партия марок была напечатана в Вене, равно как и последующие выпуски в 1876 и в 1890—1893 годах. Варьируясь в цвете от зелёного до жёлто-зелёного, с цифрами, обозначающими номинал каждой марки, и с надписью «Ειοπρακτέον(-α)» («Доплатная марка (марки)») внутри центрального круга, эти марки называют «рологакия» («часики»). В первых двух сериях были марки 12 номиналов: 1, 2, 5, 10, 20, 40, 60, 70, 80 и 90 лепт, 1 драхма и 2 драхмы. В третью серию входили марки номиналом только в 1, 2, 5, 40 и 60 лепт. Марки выпускались с различными зубцовками: 9, 9½, 10, 10½, а также со сложно-комбинированной зубцовкой.
Марки второго рисунка, текст на которых располагался не в круге, а на свитке, были выпущены в 1902 году. Серия, известная как лондонский выпуск, была напечатана типографией «Перкинс Бэкон», а гравюра была выполнена фирмой англ. Johnstonia Engraving Company. Марки имели зубцовку 13½. Вместо прежних номиналов 60, 70, 80 и 90 лепт, в лондонском выпуске появились новые номиналы в 3, 25, 30 и 50 лепт; от номинала в 2 драхмы отказались. С незначительными изменениями этот тип рисунка с тех пор применяется на всех доплатных марках Греции.

### Почтово-налоговые
Почтово-налоговые марки в пользу разных фондов выпускались в период с 1914 по 1956 год. На первой серии из двух марок 1914 года (Sc #RA1—RA2) изображена аллегорическая фигура «Трагедия войны». Номиналы марок — 2 и 5 лепт. Доходы от продажи серии поступили в Фонд национального благосостояния. Среди других выпусков — марка номиналом в 5 лепт в пользу Греческой женской патриотической лиги, вышедшая в 1915 году и изображавшая нагрудный знак Лиги (Sc #RA2С), и ряд марок в пользу Фонда Красного Креста. На эмитированных в 1915 (Sc #RA2B), 1918 (Sc #RA45) и 1924 году (Sc #RA47) марках изображён символ Красного Креста, медсёстры и раненые воины. Выпуск 1918 года также вышел с надпечаткой греч. «Π. Ι. Π.» («Патриотическая организация помощи» — англ. «Patriotic Relief Institution»). Доходы от этой марки (Sc #RA46) были перечислены Греческой патриотической лиге.
Во время раскола нации 1917 года афинское правительство распорядилось надпечатать аббревиатуру греч. «K. Π.» и новые номиналы на марках выпуска «Летящий Меркурий», Военного выпуска и на гербовых марках (Sc #RA17—RA44). Вначале это распоряжение коснулось только контролируемых им районов Греции, но вскоре после окончания раскола марки с такими надпечатками вышли в обращение по всей территории страны.
В 1939 году увидела свет серия из трёх марок (номиналом в 10 и 50 лепт и 1 драхма) с изображением греческих королев Ольги Константиновны и Софии Прусской (Sc #RA61—RA63).
Вышел ряд почтово-налоговых марок в пользу почтовых служащих. Вначале поступления от продажи марок перечислялись в Фонд борьбы с туберкулёзом у почтовых служащих для оказания помощи работникам почты, страдающим этим заболеванием. Позднее, начиная с 1946 года, они направлялись в Фонд благосостояния почтовых служащих. Первый выпуск, серия из трёх марок (10, 20 и 50 лепт) с изображением богини Гигеи, вышел в обращение в 1934 году (Sc #RA49—RA51). Марки были перевыпущены в 1935 году, с добавлением надписи «ΕΛΛΑΣ» в верхней части марки (Sc #RA52—RA54). Эти марки были обязательны к использованию на всех видах почтовых отправлений в течение четырёх недель в году, включая Рождество, Пасху и Новый год, и весь год — на посылках. Марка номиналом в 50 лепт из серии 1935 года вышла повторно в 1939 году в другом цвете (Sc #RA64). В 1941 году марки с изображением Гигеи были выпущены с надпечаткой нового номинала в 50 лепт (Sc #RA67, RA68). Кроме того, в период с 1940 по 1946 год производились почтово-налоговые надпечатки новых номиналов на марках ландшафтной серии 1927 года (Sc #RA66, RA70, RA71), «Исторического выпуска» (Sc #RA75—RA78), почтово-налоговой серии 1939 года (Sc #RA65) и стандартного выпуска 1942 года (Sc #RA72—RA74).
Среди других почтово-налоговых марок следует отметить выпуск Фонда Международной торговой ярмарки в Салониках — марку номиналом в 20 лепт 1934 года с изображением Святого Димитрия (Sc #RA48): использование этой марки было обязательным на внутренней корреспонденции, отправляемой из Салоник. В 1942 году эта марка вышла с надпечаткой нового номинала в 1 драхму (Sc #RA69). Святой Димитрий был также изображён на почтово-налоговой марке номиналом в 50 драхм, вышедшей в 1948 году (Sc #RA82); доходы от её продажи пошли на реставрацию памятников истории и церквей, разрушенных во время Второй мировой войны.
Среди более поздних выпусков — серия 1953 года из двух марок в 300 и 500 драхм (Sc #RA88, RA89), предназначенных для сбора средств на восстановление на Ионийских островах после землетрясения, и серия 1956 года из двух марок в 50 лепт и 1 драхма (Sc #RA90, RA91) в пользу Фонда общества изучения Македонии, для финансирования археологических исследований в этом регионе.

### Почтово-благотворительные
Почтово-благотворительные марки Греции выходили в период немецкой оккупации во Вторую мировую войну. Вначале, 3 октября 1943 года была выпущена серия из трёх марок (Sc #RAB1—RAB3). Её составляли следующие номиналы и рисунки: 25 + 25 драхм (портрет ребёнка), 100 + 50 драхм (портрет матери и ребёнка) и 200 + 100 драхм (портрет Девы Марии и ребёнка Христа). В каталоге «Скотт» они обозначены как почтово-налоговые почтово-благотворительные (англ. postal tax semi-postal stamps), поскольку в течение всего месяца наклеивание этих марок было обязательным при пересылке внутренней корреспонденции. Доход от продажи марок поступал в Патриотический благотворительный институциональный фонд (Patriotic Charity and Awareness Institution Fund) для финансирования детских благотворительных программ.
Вторая почтово-благотворительная серия из десяти марок, в которую вошли стандартные марки 1942 года и авиапочтовые выпуски 1944 года с надпечаткой греч. «ΒΟΜΒΑΡΔΙΣΜΟΣ ΠΕΙΡΑΙΩΣ 11-1-1944 ΔΡ. 100.000» («Бомбардировка Пиреи 11-1-1944 др. 100 000»), появилась в продаже 11 июня 1944 года. Доход от реализации этой серии предназначался для оказании помощи семьям жертв бомбардировки союзниками Пирея в январе 1944 года. Серия вышла из обращения 30 июня 1944 года. В каталоге «Скотт» дана нумерация только для пяти марок этой серии (Sc #B1—B5), а следующие пять номеров (Sc #CB1—CB5) отнесены к авиапочтовым почтово-благотворительным маркам (англ. air post semi-postal stamps).
20 июля 1944 года вышла третья серия также из десяти марок и снова с использованием стандартных и авипочтовых марок. Надпечатка содержала текст греч. «ΠΑΙΔΙΚΑΙ ΕΞΟΧΑΙ ΔΡΧ. 50.000 + 450.000» («Детские лагеря др. 50 000 + 450 000»). Доход был направлен на поддержку детских лагерей. Серия вышла из обращения 11 ноября 1944 года. Каталог «Скотт» различает пять марок серии как почтово-благотворительные (Sc #B11—B15), а другие пять миниатюр — как авиапочтовые почтово-благотворительные (Sc #CB6—CB10).

### Авиапочтовые
Первые авиапочтовые марки Греции, известные как «патагонская серия», были выпущены в середине октября 1926 года. Марки предназначались для оплаты пересылки авиапочтой писем из Греции в Италию и Турцию и были напечатаны итальянской фирмой «Аэро Эспрессо Италиана» (итал. AEI). На рисунках марок, выполненных А. Гаваласом (A. Gavalas), изображены гидросамолёты на фоне различных местностей. Серия была напечатана в Милане, предположительно фирмой «Бестетти и Тумминелли» (Bestetti & Tumminelli). В неё входили марки четырёх номиналов (2, 3, 5 и 10 драхм). Этот выпуск оставался в обращении до 1933 года, когда его сменили выпуски «цеппелины» и «Аэроэспрессо», также эмитированные фирмой AEI.
Выпуск «Цеппелины» из трёх марок (номиналом в 30, 100 и 120 драхм), увидел свет 2 мая 1933 года и оставался в продаже до 27 мая. Марки были посвящены полёту дирижабля Граф Цеппелин LZ 127 29 мая в Рим и изображали дирижабль, летящий над афинским Акрополем.
Следующий выпуск, серия «Аэроэспрессо», вышел в обращение 10 октября 1933 года. На рисунках марках изображены сюжеты, связанные с полётами. Марки были напечатаны лондонской компанией Bradbury, Wilkinson & Co.. В серию входили семь номиналов (50 лепт, 1, 3, 5, 10, 20 и 50 драхм). Серия оставалась в почтовом обращении до 1935 года.
Все нераспроданные марки этих трёх серий были возвращены фирме AEI, которая затем выбросила их на филателистический рынок.
2 ноября 1933 года греческое правительство совместно с компанией англ. Hellenic Aerial Communications Company эмитировало собственную серию авиапочтовых марок для общего использования. Клише марок выполнила фирма Thomas De La Rue (Великобритания), а сами марки печатались в типографии Aspioti-ELKA. Серию с изображением самолётов над различными местностями Греции составляли марки семи номиналов (50 лепт, 1, 2, 5, 10, 25 и 50 драхм).
После выхода серии «Аэроэспрессо» из обращения в 1935 году Греция выпустила новую серию из девяти авиапочтовых марок, прозванную «Мифологическим выпуском». На рисунках марок, выполненных М. Бискинисом (M. Biskinis), изображены персонажи древнегреческих мифов: Дедал и Икар, Гелиос и Афина. Как и в случае с первым государственным выпуском, клише были изготовлены компанией Thomas De La Rue, а сами марки печатались типографией Aspioti-ELKA. Серия вышла в обращение 10 ноября 1935 года и состояла из девяти марок (номиналом в 1, 2, 5, 7, 10, 25, 30, 50 и 100 драхм). Благодаря быстрому росту объёмов пересылаемой авиапочты в середине — конце 1930-х годов, в 1937 и 1939 году был перевыпущен ряд номиналов этой серии (1, 2, 5, 7 и 10 драхм).
В период оккупации авиапочта Греции была ограничена двумя местными линиями: Афины — Салоники и Афины — Гераклион. Международные маршруты тоже были ограничены Германией, Италией и некоторыми оккупированными странами Оси территориями. Вначале греческие доплатные марки были превращены в авиапочтовые надпечаткой небольшого изображения самолёта красного цвета. Однако они довольно быстро разошлись, вызвав потребность в новой эмиссии. 15 августа 1942 года была выпущена серия из шести марок (номиналом в 2, 5, 10, 20, 25 и 50 драхм) по рисункам О. Периволаракиса (O. Perivolarakis), изображавшим различных ветров древнегреческой мифологии или богов ветра. Серия была перевыпущена в 1943 году в трёх существующих номиналах (10, 25 и 50 драхм) в цветах, отличающихся от первоначальных марок, и в трёх новых номиналах (100, 200 и 400 драхм). Инфляция привела к тому, что эти марки перестали годиться для оплаты почтовых тарифов к апрелю 1944 года, и в июле они вышли из обращения. При этом было разрешено оплачивать авиапочтовые тарифы с помощью обычных марок.
Марки авиапочтовых номиналов выходили в 1945 году («Выпуск Славы»), а также в 1952 и 1954 годах. Последний выпуск авиапочтовых марок Греции, серия из семи марок с изображением греческих портов, появился в 1958 году.

## Местные и региональные выпуски

### Ионические острова
Первые почтовые марки с надписями на греческом языке были выпущены не самой Грецией, а соседними Ионическими островами. Во время владычества Великобритании в период с 1815 по 1864 год этот архипелаг был известен как Ионическая республика. 15 мая 1859 года была выпущена серия из трёх марок. На отпечатанных лондонской фирмой «Перкинс Бэкон». марках с текстом греч. «ΙΟΝΙΚΟΝ ΚΡΑΤΟΣ» («Ионическое государство») был изображён профиль королевы Виктории. Все марки были беззубцовыми и без указания номинала. Номинал обозначался цветом марок: оранжевая марка — ½ пенни, синяя — 1 пенни и красно-карминовая (англ. lake) — 2 пенса. Марка в 1 пенни была напечатана на бумаге с водяным знаком в виде цифры 2, двухпенсовая имела водяной знак в виде единицы. Эти марки вышли из обращения после передачи Ионических островов Греции 28 июня 1864 года.

### Икария
Территория и численность населения Греции значительно увеличились в результате Балканских войн 1912—1913 годов; она приобрела новые территории во время Первой мировой войны. Это привело к эмиссии нескольких серий оккупационных почтовых марок, среди которых имелись как надпечатки на существующих почтовых выпусках, так и новые выпуски. Кроме того, некоторые из так называемых «Новых территорий», особенно острова Икария и Самос, до того, как войти в состав Греции, выпускали собственные марки.
Эгейские острова Икария и Самос восстали против османского правления незадолго перед Первой балканской войной, соответственно в июле и сентябре 1912 года. На первом острове временным правительством было провозглашено «Свободное государство Икария», которое выпустило собственные почтовые марки. Марки были напечатаны компанией Stangel & Co. в Афинах и вышли в обращение в октябре 1912 года. На марках с надписью греч. «ΕΛΕΥΘΕΡΑ ΠΟΛΙΤΕΙΑ ΙΚΑΡΙΑΣ» («Свободное государство Икария») изображена Пенелопа, жена Одиссея. Серия из восьми марок включала номиналы 2, 5, 10, 25 и 50 лепт, 1, 2 и 5 драхм. Икария была оккупирована греческими войсками в ноябре 1912 года, после чего марки местного выпуска сменили марки Греции с надпечаткой.

### Крит
1 декабря 1913 года была эмитирована памятная марка номиналом в 25 лепт, предназначенная для почтовых отделений на Крите. На марке изображено поднятие флага Греции 1 мая 1913 года на острове Суда) в ознаменование аннексии Крита Королевством Греция. Марку напечатала лондонская фирма Bradbury, Wilkinson & Co. с зубцовкой 14½. Марка находилась в почтовом обращении ровно год.

### Лемнос
Специальная надпечатка, «ΛΗΜΝΟΣ» («Лемнос»), была заказана для использования на острове Лемнос, оккупированном в октябре 1912 года.

### Митилини
Митилен был занят греческими войсками ближе к концу 1912 года. На главпочтамте были захвачены марки Турции, на которых была сделана надпечатка «Ελληνική Κατοχή Μυτιλήνης» («Греческая оккупация Митилена»). Надпечатка наносилась на марки в типографии газеты «Салпинкс» («Рупор»). Поскольку на Митилене в то время не было в наличии греческой валюты, на марках с надпечаткой сохранялось обозначение номиналов в турецких пара и пиастрах.

### Самос
Несмотря на желание революционного правительства Самоса войти в состав Греции, это случилось лишь в конце 1914 года, когда из Афин был прислан генеральный администратор. Но до этого самосским правительством было эмитировано несколько серий почтовых марок. Первый выпуск, появившийся 14 ноября 1912 года, представлял собой серию из трёх марок с изображением карты Самоса и с надписью «ΠΡΟΣΩΡΙΝΟΝ ΤΑΧΥΔΡΟΜΕΙΟΝ ΣΑΜΟΥ» («Временная почта Самоса»). Это были беззубцовые марки, отпечатанные вручную на самом острове. Второй выпуск с изображением профиля Гермеса был напечатан компанией Stangel & Co. и выходил в обращение в два приёма. Первая партия, появившаяся в продаже 26 ноября, состояла из марок пяти номиналов (1, 5, 10, 25 и 50 лепт) с зубцовкой 11½. Вторая, выпущенная 22 декабря, содержала надпечатку «ΕΛΛΑΣ» жирным шрифтом. В неё входили марки номиналов, появившихся в первой партии, и ещё номинал 1 драхма. Этот выпуск известен как надпечатка «Большая ΕΛΛΑΣ», чтобы отличить его от второй надпечатки более тонким шрифтом, сделанной в феврале 1914 года («Тонкая ΕΛΛΑΣ»). Третья серия, выпуск «замки», вышел в обращение 4 января 1913 года. Состоящий из марок пяти номиналов (1, 2, 5, 10 и 25 драхм), он был посвящён как победе греков над Османской империей в бухте Геронтас в 1824 году, так и голосованию в 1912 году за объединение с Грецией. Марки были напечатаны в литографии О. К. Травлоса (O. K. Travlos) в городе Вати и содержали подпись «ΘΣ» — инициалы самосского президента Фемистоклиса Софулиса. Для подписи на всех номиналах, кроме 25 драхм, использовались красные чернила. На марке номиналом в 25 драхм чернила — чёрного цвета. Вместе с серией с изображением Гермеса была выпущена иллюстрированная почтовая карточка: на одной стороне была напечатана марка номиналом в 5 лепт из этой серии и герб Греции, а на другой стороне были изображены дворец в Вати и портреты Софулиса и Ликурга Логофета, одного из видных деятелей войны за независимость Греции. Все эти выпуски после установления Грецией контроля над Самосом сменили марки «ΕΛΛΗΝΙΚΗ ΔΙΟΙΚΗΣΙΣ» и марки «Военного выпуска» (англ. «Campaign issue»).

### Фракия
В ходе Второй балканской войны ряд городов Фракии был отвоёван Грецией. В связи с этим во фракийских городах Дедеагач (Александрополис) (июль 1913 года) и Гюмюрджина (август 1913 года) были выпущены в обращение марки с надпечатками. В первом случае на почтовых марках Болгарии была сделана надпечатка текста в три строки «ΕΛΛΗΝΙΚΗ ΔΙΟΙΚΗΣΙΣ ΔΕΔΕΑΓΑΤΣ» («Греческая администрация Дедеагача») и новых номиналов. Затем были эмитированы три серии почтовых марок, отпечатанных в местной типографии, одна в июле и две в сентябре 1913 года. Напечатанные на бумаге трёх разных цветов (белой, жёлтой и синей), марки имели надпись на греческом языке «ΕΛΛΗΝΙΚΗ ΔΙΟΙΚΗΣΙΣ ΔΕΔΕΑΓΑΤΣ», номиналы были указаны в нижней части марок. На сентябрьских выпусках была ещё дополнительная надпись «ΠΡΟΣΩΡΙΝΟΝ» («Провизорий»). Во втором случае на турецких марках были надпечатаны текст «ΕΛΛ. ΔΙΟΙΚ. ΓΚΙΟΥΜΟΥΛΤΖΙΝΑΣ» («Греческая администрация Гюмюрджины») синего и красного цвета и новые номиналы (10 и 25 лепт). После окончания войны оба города были возвращены Болгарии.
В 1920 году, после Первой мировой войны, Греция вернула себе контроль над западной Фракией. Греческие оккупационные власти выпустили три серии марок для оплаты почтовых услуг в этом районе: на марках «гравированного» и «литографского» выпусков, а также выпуска «ET» 1916 года были выполнены надпечатки «Διοίκησις Δυτικής Θράκης» («Администрация Западной Фракии»; вышли в обращение в мае 1920 года); на марках Турции были надпечатаны текст «Υπάτη Αρμοστεία Θράκης» («Высокая комиссия Фракии») и новые номиналы (появились в обращении в июле 1920 года); на греческих марках из трёх указанных выше серий была сделана надпечатка текста «Διοίκησις Θράκης» (выпущены в том же году).

### Хиос
Разновидность надпечатки «ΕΛΛΗΝΙΚΗ ΔΙΟΙΚΗΣΙΣ» («Греческая администрация»), с буквами «Ε.*Δ» красного цвета, применялась на острове Хиос в 1913 году. Надпечатка имела местный характер и была сделана на некотором количестве марок номиналом в 25 лепт из выпуска «ΕΛΛΗΝΙΚΗ ΔΙΟΙΚΗΣΙΣ», которые были по ошибке завезены без надпечатки.

### Афон
В 1916 году на некоторых номиналах Военного выпуска была сделана надпечатка «Ι. Κοινότης Αγ. Όρους» («Священный Кинот Святой Горы»). Предназначенные для местного почтового обращения в районе горы Афон, марки с этой надпечаткой так и не были в обращении: бо́льшая их часть была сожжена в 1930-е годы. Надпечатки были двух типов: горизонтальная (на марках номиналом в 1, 2, 3 и 15 лепт и 2 драхмы) и вертикальная (на марке номиналом в 20 лепт).

### Выпуски национального сопротивления
Движения сопротивления возникли на территории Греции вскоре после её оккупации в ходе Второй мировой войны. Две группы борцов сопротивления, Национально-освободительный фронт Греции (сокращённо Ε. Α. Μ. — ЭАМ) и Народная республиканская греческая лига (сокращённо Ε. Δ. Ε. Σ. — ЭДЕС), выпустили марки для использования в контролируемых ими районах — хотя мало какие из них фактически побывали в почтовом обращении.
Единственный выпуск ЭАМ, серия из восьми марок (номиналом в 1000, 2000, 4000, 6000, 8000, 10000, 25000 и 40000 драхм) с надписью «ΕΛΕΥΘΕΡΗ ΕΛΛΑΔΑ» («Свободная Греция»), увидел свет 25 февраля 1944 года. Серия так и не была в обращении, несмотря на то, что некоторые марки были погашены ручным штемпелем «Ε. Α. Μ.»
ЭДЕС изготовил три серии марок, но только одна из них была в почтовом обращении. Первые два выпуска: серия из пяти марок (номиналом в 15, 25, 50, 100 и 200 драхм) и отдельная марка (1000 драхм), с надписью «Свободная Греция», были выпущены соответственно в 1943 году и в июле 1944 года. Все марки были беззубцовыми. Почти все марки второго выпуска были конфискованы оккупантами. Третья серия, которая в отличие от остальных была с зубцовкой, была напечатана 23 июля 1944 года. Выпущенная в ознаменование двухлетней годовщины существования ЭДЕС, она состояла из четырёх марок (номиналом в 2000, 4000, 6000 и 8000 драхм). Серия поступила в продажу лишь 25 ноября 1944 года. Эта дата ознаменовала вторую годовщину уничтожения бойцами сопротивления железнодорожного моста Горгопотамос. В память об этом событии на третьем выпуске ЭДЕС была сделана надпечатка текста «ΓΟΡΓΟΠΟΤΑΜΟΣ 25-11-1942» («Горгопотамос 25-11-1942»). Марки с надпечаткой продавались в течение одного дня в почтовом отделении Янины с условием, что их наклеят на конверт.
По мере постепенного освобождения Греции от оккупации в 1944 году в некоторых освобождённых районах (Лефкас, Лесбос, Агринион, Превеза) применялись местные надпечатки и новые номиналы на стандартных марках 1942 года. Номиналы этих выпусков с надпечатками варьировали от 100 тысяч до 10 миллионов драхм.

## Полевая почта
Границы Греции значительно раздвинулись в результате Балканских войн 1912—1913 годов, поскольку она заняла Македонию, включая город Салоники, часть Эпира и Фракии и различные Эгейские острова, а также формально аннексировала Крит. До официального включения этих так называемых «Новых территорий» в состав Греции там запрещалось использовать обычные греческие почтовые марки. Для обеспечения функционирования почтовой связи в этих зонах правительство Греции распорядилось сделать на имевшихся марках надпечатки «ΕΛΛΗΝΙΚΗ ΔΙΟΙΚΗΣΙΣ» («Греческая администрация»), пока не поступит планируемый выпуск 1912 года. Эти надпечатки трёх разных цветов (чёрный, красный и карминовый), были сделаны на «гравированных» стандартных марках 1911 года, на марке «Летящий Меркурий» номиналом в 20 лепт, на доплатных марках 1902 года выпуска и на некоторых «литографских» стандартных марках 1913 года. Этот выпуск печатался несколько раз, вначале фирмой Aspiotis Bros., а затем типографией «Аквароне» (Aquarone) в Салониках. Текст надпечатки на марке обычно читается снизу вверх; но из-за неправильного размещения листов в печатной машине на некоторых марках текст надпечатки читается сверху вниз.
В апреле 1913 года увидела свет серия из 16 марок, заменившая провизории с надпечатками «ΕΛΛΗΝΙΚΗ ΔΙΟΙΚΗΣΙΣ» («Греческая администрация») и «ΛΗΜΝΟΣ» («Лемнос») на занятых Грецией территориях. Были использованы два рисунка: с изображением видения Константина Великого и орла Зевса. Серия стала известна как «Военный выпуск» (англ. «Campaign issue»). В серию входили марки следующих номиналов: 1, 2, 3, 5, 10, 20, 25, 30, 40 и 50 лепт, 1, 2, 3, 5, 10 и 25 драхм. Марки были напечатаны фирмой Aspiotis Bros. литографским способом на бумаге двух сортов, гладкой и шершавой, с зубцовкой 13½. Марки этой серии иногда также поступали в обращение и в самой Греции.

## Цельные вещи
Первыми выпущенными Грецией цельными вещами были почтовые карточки в 1876 году, в 1894 году увидели свет маркированные конверты и секретки, а в 1901 году — бандероли для пересылки газет. Аэрограммы впервые были выпущены в 1967 году. Выпуск почтовых карточек и аэрограмм продолжается до сих пор. Последний раз маркированные конверты выпускались в 1941 году. В 1901 году вышли маркированные бандероли трёх разных номиналов, в 1911 году была эмитирована одна новая бандероль, после чего маркированные бандероли для пересылки газет больше не выпускались.

## Благотворительные виньетки
В Греции неоднократно эмитировались благотворительные марки (виньетки), не служившие для оплаты почтовой корреспонденции, хотя и распространявшиеся через почтовые учреждения. Средства, собранные от продажи этих марок, перечислялись на благотворительные цели. Так, в декабре 1914 года некоторые марки Сомоса из выпусков Гермеса и «замки» был переизданы в качестве благотворительных, с надпечаткой греч. «Γενική Διοίκησις Σάμου» («Генеральная администрация Самоса»).
В 1940 году были отпечатаны и продавались марки в поддержку почтовых работников, больных туберкулёзом.

## Прочее
Не признавая название бывшей Республики Македонии (ныне Северная Македония), почтовая администрация Греции выступила против нескольких выпусков северомакедонских почтовых марок, на которых присутствовали сюжеты, затрагивающие политические интересы Греции. В связи с этим в 1992, 1994 и 1998 годах были направлены уведомления в соответствующие органы ВПС о позиции греческой стороны.

## Развитие филателии
Коллекционеры страны объединены в Греческое филателистическое общество. В рамках развития филателистического движения в Греции здесь отмечается День почтовой марки. По этому случаю могут издаваться почтовые марки, как это было, например, в 1972 году[≡]. В качестве ещё одного такого примера можно упомянуть греческую марку, которая увидела свет 15 ноября 1975 года. На ней был помещена почтовая марка Греции в 100 драхм 1933 года (по типу «марка на марке»).
В Афинах существует музей почты и филателии.